# Alexandre Trauner

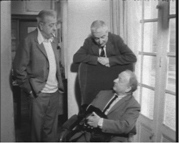
Alexandre Trauner (sitzend) mit den Brüdern Prévert im Film Mon frère Jacques (1961)

Alexandre Trauner (* 3. August 1906 in Budapest, Österreich-Ungarn; † 5. Dezember 1993 in Omonville-la-Petite, Frankreich) war einer der bedeutendsten Szenenbildner des europäischen, später auch des amerikanischen Films.

## Leben und Werk
Nach dem Studium der Malerei an der ungarische Akademie der bildenden Künste in Budapest zog er 1929 nach Paris, wo er Assistent des Szenenbildners Lazare Meerson wurde (À nous la liberté, Unter den Dächern von Paris von René Clair, La Kermesse héroïque von Jacques Feyder). 1937 wurde er Chefszenenbildner bedeutender Regisseure. Sein Szenenbild wurde richtungweisend für den Poetischen Realismus insbesondere Marcel Carnés (Ein sonderbarer Fall, Hafen im Nebel, Hôtel du Nord, Der Tag bricht an, Kinder des Olymp). Trauner, seiner Herkunft nach Jude, überlebte die deutsche Besetzung Frankreichs im Zweiten Weltkrieg mit Hilfe seines Freundes, des Dichters Jacques Prévert, in einem Versteck bei Tourrettes-sur-Loup.
Nach dem Krieg setzte Trauner seine Tätigkeit mit Szenenbildern für Carné und Yves Allégret sowie für US-amerikanische Regisseure wie Orson Welles, Joseph Losey und John Huston fort. Auch Das Privatleben des Sherlock Holmes von Billy Wilder und Subway von Luc Besson wurden von ihm in Szene gesetzt. In Les Routes du Sud von Joseph Losey diente sein Haus in Omonville-la-Petite als Kulisse. Für Das Appartement (Regie Billy Wilder) erhielt Trauner 1960 den Oscar für das beste Szenenbild (Kategorie schwarzweiß). 1982 übernahm Trauner die künstlerische Leitung des Fernsehfilms Der Fall Sylvester Matuska. Seine letzte Arbeit war der Film The Rainbow-Thief von Alejandro Jodorowsky (1990).
Trauner starb 1993 und wurde auf dem Friedhof von Omonville-la-Petite an der Seite Jacques Préverts bestattet.

## Zitat
„Wenn es nach mir ginge, würde er keinen einzigen Film mehr gestalten. Die Zeit ist reif, dass er unterrichtet. Es wäre nicht fair, wenn ein so einzigartig gesegneter Mann sein Talent, Wissen und Können nicht mit künftigen Generationen von Filmemachern teilte. Sollte er es je tun, ich würde mich als erster einschreiben. Ich möchte Hörer des Meisters sein.“ Billy Wilder über Alexandre Trauner